# Hans Schwaier
Hans Schwaier (Mindelheim, 24 marzo 1964) è un ex tennista tedesco.

## Carriera
In carriera ha raggiunto una finale nel singolare al BMW Open nel 1985. Nei tornei del Grande Slam ha ottenuto il suo miglior risultato raggiungendo il terzo turno nel singolare agli US Open nel 1985.
In Coppa Davis ha giocato un totale di 4 partite, ottenendo 3 vittorie e una sconfitta.

## Statistiche

### Singolare

#### Finali perse (1)
| Numero | Anno           | Torneo                      | Superficie  | Avversario in finale | Punteggio |
| 1.     | 12 aprile 1985 | BMW Open, Monaco di Baviera | Terra rossa | Joakim Nyström       | 1-6, 0-6  |